# レディ・ハード 香港大捜査線
『レディ・ハード 香港大捜査線』（原題：簡体字: 皇家师姐; 繁体字: 皇家師姐; 拼音: Huángjiā Shījiě; 粤拼: Wong Gaa Si Ze、英題：Yes, Madam）は、1985年公開の香港のアクション映画。
サモ・ハン・キンポーが製作を担当し、コリー・ユエンが監督を務めた。サモ・ハン・キンポーはカメオ出演もしている。
この映画では、ミシェル・カーン（現：ミシェル・ヨー）が刑事のアンナを演じ、シンシア・ロスロックが演じるキャリー・モリス警部と組んで、コソ泥2人組のマーロン（マン・ホイ）と教授（ジョン・シャム）に盗まれたマイクロフィルムを手に入れようと奔走する。
この映画は、香港の年間興行収入で21位を記録し、マン・ホイは第5回香港電影金像奨で最優秀助演男優賞を受賞した。本作は、「ガールズ・ウィズ・ガンズ」というサブジャンル界隈における最初の映画と評されている。その後、今作の人気を受けて、皇家師姐シリーズ（『In the Line of Duty』シリーズ）として、いくつかの続編が製作された。

## あらすじ
香港で、アンナ警部が強盗団による現金輸送車の襲撃を阻止することに成功する。一方、別の場所では、ある西洋人と殺し屋との間で取引が行われていた。しかし、取引は失敗し、殺し屋は相手を殺すが、マーロンと教授のコソ泥コンビが西洋人からスリを働き、パスポートを盗もうと現場に忍び込んでいた。2人は知らなかったが、西洋人は、悪徳実業家のミスター・ティンを筆頭に、違法行為に手を染めた犯罪者たちの詳細が記された秘密のマイクロフィルムを持っていた。その後到着したアンナは、死んだ男が彼女と恋愛関係にあったリチャード・ノーマンであることを知り、ショックを受ける。
ノーマンが潜入捜査をしていたこと、そして、マイクロフィルムが紛失していることを突き止めた当局は、スコットランドヤードから派遣されてきたキャリー・モリス捜査官とともに、アンナ警部はマイクロフィルムの回収を急ぐことになる。マイクロフィルムはコソ泥たちの手に渡り、警察はミスター・ティンとその共犯者たちの犯罪行為を証明するためにマイクロフィルムを探していたが、ティンたちもまた当然のようにマイクロフィルムを破棄しようと躍起になって探していた。一方、教授とマーロンの2人はフィンガーにパスポートを渡し、フィンガーはそれをもとに造ったパスポートを犯罪者に売りつける。犯罪者は偽造パスポートを持って出国しようとするが、空港でキャリーに阻止される。アンナはその犯罪者を飛行機には乗せずに解放し、彼女たちは偽造パスポートの出所としてフィンガーの存在を突き止める。身柄を確保されたフィンガーは、共犯者として教授とマーロンのことをうっかり口にしてしまう。
マイクロフィルムが見つかれば身の破滅となり、全てを失うミスター・ティンは、それを手に入れるために3人の部下をマーロンと教授のもとに送り込む。教授は彼らに降参し、マイクロフィルムを渡してしまう。その後、アンナとキャリーはティンをマイクロフィルムの所持で逮捕しようとするが、ティンが持っていたマイクロフィルムがフィンガーによる偽物であることが判明し、逮捕することができなくなってしまう。ティンの部下たちは、なんとかフィンガーを見つけるが、痛めつけたことで彼を殺してしまう。一方、マーロンと教授は本物のマイクロフィルムを数千ドルで売るつもりでいた。教授はティンがマイクロフィルムを持っていることを突き止めると、マーロン、そして、キャリーとアンナの2人の刑事とともに、全てに決着をつけるためにティンの屋敷へと赴く。闘いの最中、マイクロフィルムは破壊され、アンナとキャリーは不法侵入の罪で逮捕されそうになるが、フィンガーの死を知った教授は激昂し、警官の銃を手に取ると、証拠のマイクロフィルムが破壊されてしまい釈放されようとしていたティンを射殺してしまう。

## キャスト
- アンナ（ウー刑事） - ミシェル・カーン

香港警察所属の主任警部
- キャリー・モリス刑事 - シンシア・ロスロック

ロンドン警視庁の主任警部
- 教授（ノドアメ） - ジョン・シャム（英語版）
- マーロン（バファリン） - マン・ホイ（英語版）

コソ泥
- フィンガー（トクホン） - ツイ・ハーク

偽造屋（イカサマ師）
- 師匠 - サモ・ハン・キンポー
- 師匠と相部屋の患者 - リチャード・ン
- 師匠と相部屋の患者 - デビッド・チャン
- 警察官 - ウー・マ
- 駐車監視員 - ビリー・ロウ
- ヘンリー・ティン - ジェームス・ティエン

香港シンジケートを牛耳る黒幕
- ウィリー（ディック） - ディック・ウェイ（英語版）
- ナイフ使い - チュン・ファ
- フルーツ - フルーツ・チャン
- ティンの部下 - チン・カーロッ
- ティンの部下 - シャオ・ホウ
- 警察官 - コリー・ユエン
- 署長 - ン・ホイティン
- ウォン部長 - メルヴィン・ウォン
- ギャリー刑事 - ラウ・チャウサン
- リチャード・ノーマン - マイケル・ハリー
- 偽造パスポートで出国を図る犯人 - エディ・メイハー
- 看護師 - シャーリー・クワン
- ナイトクラブのバーテンダー - デニス・チャン
- ビリヤード場の店員 - ホー・パククォン
- ビリヤードのチャンピオン - 郭軍城
- 強盗犯 - ラム・ウェイ
- 痴漢犯 - マイ・ケイ

## 製作
マーシャルアーツのデモンストレーションチームで働いていたとき、雑誌『Inside Kung Fu』がシンシア・ロスロックのチームに連絡し、D & Bフィルムが映画の中でブルース・リー風のキャラクターを演じる新しい男性主人公を探していると伝えた。男性の主役を募集していたが、チームには数名の女性がいて、彼女たちの格闘スキルも発揮してもらうことになった。スタジオのプロデューサーはロスロックのマーシャルアーツの腕前に感心し、その場で映画の役をオファーしただけでなく、主役を男性から女性に変更した。撮影現場に到着したロスロックは、伝統的な時代物の武術映画に出演するものと思っていたので、自分の役に驚くこととなった。
本作は、ミシェル・ヨーにとって、長編映画初主演作となった。ヨーは、1983年に1982年度のミス・ワールド・マレーシア・コンテストで優勝した経験がある。コンテスト優勝後、彼女はD&Bのエグゼクティブ・プロデューサーであるディクソン・プーンと出会い、1984年に芸能活動をしていたジャッキー・チェンのテレビCMに小さな役で出演することになった。その結果、このCMで役を演じた彼女は、映画製作会社であるD&B Filmsの目に留まることとなった。ヨーはそれまで、サモ・ハン・キンポーが監督した映画『デブゴンの快盗紳士録』（1985年）や『七福星』（1985年）で小さな役を演じていた。 本作において、ヨーはスタントダブルを断り、スタントなしでアクションシーンに挑んだ。また、役作りのために、彼女は1日8時間ジムでトレーニングに励んだ。後に、自分もロスロックもこの映画を「ハードコアすぎる」映画にはしたくなかったと述べ、「家族連れに観に来てほしかった」と述べている。
ロスロックによると、空港のシーンは啓徳空港で深夜12時から午前5時までの間、かつ3日間で撮影され、映画のフィナーレは30日間かけて撮影されたという。ロスロックは、ディック・ウェイとの格闘シーンで頭に傷を負った。傷を縫合して撮影が再開されたとき、ロスロックがウェイにスコーピオンキックをするシーンを撮影するためにウェイの代役が連れてこられたが、これはおそらく、ウェイが彼女から仕返しに相当するほどの蹴りが繰り出されてしまうことを予期していたからだと思われる。

### 音楽
この映画の音楽は、ロメオ・ディアスが担当した。本作以降、ディアスは『格闘飛龍 方世玉』（1993年）などでも、ユエン監督と再び仕事をすることになる。この音楽には、ジョン・カーペンター監督の『ハロウィン』（1978年）のサウンドトラックも一部使われている。

## 公開
本作は、1985年11月20日に香港で公開され、10,019,862香港ドルの興行収入を記録したことで、香港でその年の興行成績第21位に入る作品となった。この作品は、フィリピンでは1988年1月28日にAsia Films社から『The Super Cops』というタイトルで公開された。

### 家庭用記憶媒体
本作は様々なタイトルでリリースされ、再リリースも行われた。アメリカでは、当初『Supercops』というタイトルでリリースされた。ヨーロッパ市場では、ミシェル・ヨーのもう一つの主演作『皇家戦士』とともに、それぞれ『Ultra Force 1』、『Ultra Force 2』というタイトルでリリースされた。その他の国や地域では、『In the Line of Duty』、『In the Line of Duty 2』と改題された。その後、映画『In the Line of Duty』は、いくつかの続編が製作された。
1998年11月17日、本作は、DVDで英題としては『Yes, Madam!』と元々のタイトルのままで、発売された。一方で、2002年には、イギリスで『Police Assassins』というタイトルでDVD化された。香港では、2011年6月7日にCMS Media Limitedからブルーレイで発売された。このブルーレイには広東語と北京語の言語オプションと英語字幕が収録されている。
2022年12月12日には、オリジナル版とインターナショナルカット版の両方を1080pでリマスターし、オリジナル版の英語吹き替えを5.1サラウンドでリミックスしたブルーレイが、音声解説とロスロックのインタビューを収録したうえで、Eureka Entertainmentからイギリスで発売されている。

## 評価
本作と『皇家戦士』の人気は、香港の映画会社界隈において、小規模ながらブームとなり、皇家師姐（『In the Line of Duty』）や『BLACK CAT/黒い女豹』シリーズなど、各会社独自の戦う女性を主人公にした映画の製作へと繋がった。

### 批評的反応
公開当時から時間がたったうえでのレビューで、BBCは本作を星3つの評価とし、「冗談めいたナンセンスさだが、それでも楽しい」と評し、ミシェル・ヨーとシンシア・ロスロックの格闘シーンを賞賛した。トロント・スター紙のPeter Goddardは、ロスロックとヨーが主演にもかかわらず、この映画は男性俳優に焦点を当てていると指摘した。レビューでは、コリー・ユエンのアクションの振り付けについて、「巧みな滑らかさ」で「非現実的」だが「特に印象に残る」シーンはないと評している。John Charlesは、自身の著書『The Hong Kong Filmography, 1977-1997』の中で、この映画に10点満点中7点をつけ、「その後に続く、全てのD&Bのジャンル映画のように、ストーリーはお決まりの展開だが、アクションは必ずしもそうではない」と論評している。 GoddardもCharlesも、ミシェル・ヨーがレールを越えて板ガラス越しに後ろ向きにジャンプするシーンをレビューで取り上げている。

## 受賞歴
| 受賞歴              | 受賞歴           | 受賞歴                    | 受賞歴     |
| 賞                  | 部門             | 候補対象                  | 結果       |
| ------------------- | ---------------- | ------------------------- | ---------- |
| 第5回香港電影金像奨 | 最優秀助演男優賞 | マン・ホイ                | 受賞       |
| 第5回香港電影金像奨 | 最優秀新人俳優賞 | ミシェル・ヨー            | ノミネート |
| 第5回香港電影金像奨 | 最佳動作設計     | コリー・ユエン マン・ホイ | ノミネート |

## 続編

### 2作目
1986年制作。題は『皇家戦士』。

### 3作目
1988年製作。題は『香港・東京特捜刑事』。
日本から藤岡弘、、西脇美智子が出演している。